# Sigurimi
Drejtoria e Sigurimit të Shtetit (på svenska Styrelsen för Statens Säkerhet), mera känd som bara Sigurimi, var Albaniens hemliga polis under den kommunistiska regimens styre. Myndigheten instiftades den 30 mars 1943 av den f.d. kommunistledaren Enver Hoxha och ersattes efter kommunismens slutgiltiga fall 1992 av Albaniens nationella underrättelsetjänst (SHISH). Huvuduppgiften för den hemliga polisen Sigurimi var att slå ned all opposition till den kommunistiska regeringen. Deras arbete var mycket effektivt och det uppskattas att en tredjedel av Albaniens befolkning någon gång kom i kontakt med officerare från Sigurimi.